# 台北市葬儀堂
台北市葬儀堂（Funeral hall）創立於1942年，由台灣日治時期台北市役所經營的殯儀館。原為曹洞宗布教師佐佐木珍龍在1897年募集資金建立之私營葬儀堂，後改為市營。該館位於今台灣台北十四號、十五號公園，主要業務除了提供日本內地人（即來自日本的人）葬儀場所外，並提供西式化公祭祭典及遺體服務，另外也連帶管理葬儀堂所在三橋町一帶的骨灰墓園（三板橋共同墓地，即十四號及十五號公園）。火葬場則位在中庄子，現為中山老人住宅。
1945年日治時期結束，葬儀堂本為公營，但因戰前的台灣人不習火葬，業務內容多更動為土葬之前的遺體處理及葬儀等事宜。1950年，台北市長游彌堅無償將其葬儀堂交由上海人錢宗範經營並將葬儀堂所轄六張犁墓地委交管理。而錢宗範除了將葬儀堂改名為極樂殯儀館，仍繼續從事葬儀事項，名義上仍受台北市政府管理。

## 參閲
- 三橋町